# Az Ír-sziget tartományai

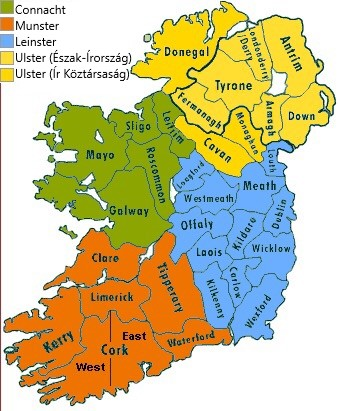
Az Ír-sziget négy történelmi tartománya

Az Ír-sziget tartományai történelmi közigazgatási egységek, amelyek hagyományosan négy részre osztják a szigetet. A négy tartomány neve: Connacht, Leinster, Munster és Ulster. A négy tartomány közül az első három az Ír Köztársaság területén van, Ulster pedig nagyobbrészt az Egyesült Királysághoz tartozó Észak-Írországot foglalja magába, kisebbik része pedig szintén az Ír Köztársasághoz tartozik. A tartományok megyékre oszlanak. Az Ír-sziget modern közigazgatási felosztásában a tartományok nem játszanak szerepet.
A tartományok neve angolul province, ír nyelven pedig cúige. Ez utóbbi szó szerinti jelentése ötödrész, ami  azt tükrözi, hogy korábban egy ötödik tartomány is létezett Meath néven. Meath a késő középkorban beolvadt Leinsterbe (ahol Meath megye ma is őrzi az egykori tartomány nevét), illetve egy kisebb része Ulsterhez került.

## Connacht

Connacht címere

Connacht az alábbi megyékből áll:
- Galway
- Leitrim
- Mayo
- Roscommon
- Sligo

## Leinster

Leinster címere

Leinster az alábbi megyékből áll:
- Carlow
- Dublin
- Kildare
- Kilkenny
- Laois
- Longford
- Louth
- Meath
- Offaly
- Westmeath
- Wexford
- Wicklow

## Munster

Munster címere

Munster az alábbi megyékből áll:
- Clare
- Cork
- Kerry
- Limerick
- Tipperary
- Waterford

## Ulster

Ulster címere

Ulster az alábbi megyékből áll:

### Az Egyesült Királyságban
- Antrim
- Armagh
- Down
- Fermanagh
- Londonderry
- Tyrone

### Az Ír Köztársaságban
- Cavan
- Donegal
- Monaghan